# Donji Zovik (ort i Bosnien och Hercegovina, Brčko)
Donji Zovik är en ort i Bosnien och Hercegovina.   Den ligger i distriktet Brčko, i den nordöstra delen av landet, 110 km norr om huvudstaden Sarajevo. Donji Zovik ligger 146 meter över havet och antalet invånare är 481.
Terrängen runt Donji Zovik är platt åt nordost, men åt sydväst är den kuperad. Närmaste större samhälle är Brčko, 12,2 km nordost om Donji Zovik. 
Omgivningarna runt Donji Zovik är en mosaik av jordbruksmark och naturlig växtlighet. Runt Donji Zovik är det ganska tätbefolkat, med 100 invånare per kvadratkilometer.